# 遠藤健
遠藤 健（えんどう たけし、1920年9月13日 - 1943年5月15日）は、日本の陸軍軍人。戦闘機操縦者。東京府生まれ、福岡県香住ヶ丘出身。

## 概要
陸軍航空士官学校53期。戦隊長・加藤建夫中佐の下加藤隼戦闘隊として有名な日本陸軍飛行第64戦隊で活躍。いつももの静かで、行いすました禅僧のような所があったという。尺八の名手。昭和18年（1943年）5月15日「中華民国（現中華人民共和国）雲南省双渭南方10粁（キロメートル）」にて戦死。

## 遠藤機の最後[3]
1943年（昭和18年）5月、中国軍が桂林より増派との情報により、その根拠地、昆明飛行場を爆撃し、日本軍機の数倍の敵の兵力に対して、5月15日爆撃が敢行された。
その直援隊として遠藤中隊は爆撃隊の左側上の位置を護り、他機ともに攻撃を受けることなく昆明飛行場爆撃を成功させた。帰路に向けて旋回の直後、P-40 戦闘機多数の奇襲を受けた。爆撃機護衛位置の遠藤隊は後上方よりP-40 の襲撃を受け、遠藤機と中隊の3機は機首をめぐらし突進したところ、十数機に包囲され、それを撃退して編隊飛行に戻ったところ、再び敵機の編隊攻撃を受けた。遠藤機は、敵P-40戦闘機を一機撃墜後、ほぼ同時に昆明湖南方に墜落するのが目撃された。
遠藤中尉は最後の出撃となる15日の早朝、空を見上げて「きょう昆明で死ぬのは本望だな」と同僚の檜與平中尉に言い、「おれが死んだら、きさまにあの尺八をやるよ」とかわいた目で檜中尉を見つめたという。彼の遺品をまとめた檜中尉によれば「部屋には、磨きあげられた尺八と、封の切られていない遠藤中尉の若妻からの手紙が残されていた」という。

## 経歴[4]
- 1919年（大正8年）　9月13日東京市に生まれる。
- 1934年（昭和9年）　神奈川県第二中学校2年修了。東京陸軍幼年学校入校。
- 1940年（昭和15年）陸軍航空士官学校卒業。陸軍航空兵少尉に任官、飛行第64戦隊附。
- 1941年（昭和16年）満州東京城（トンキンジョウ）より、南支那（現広東）に着任。8月陸軍中尉任官。
- 1942年（昭和17年）明野陸軍飛行学校に中隊長（飛行隊長）教育を受けるため入校。
- 1943年（昭和18年）3月に教育修了し原隊復帰、中隊長拝命。5月15日ビルマ（現ミャンマー）トングー基地より中国雲南省昆明攻撃参加、帰途戦死。陸軍大尉に任ぜられる。

## 著作
- 『加藤隼戦闘部隊』 - 64戦隊を離れ内地の明野飛行学校に異動した際に、前任の加藤部隊及び、加藤建夫陸軍少将について著した戦時中の著作。1944年の映画加藤隼戦闘隊の原作。同僚の檜與平陸軍中尉との共同著作。